# مرسدس-بنز کلاس-سی‌ال‌اس
مرسدس-بنز کلاس-سی‌ال‌اس (به انگلیسی: Mercedes-Benz CLS-Class) یک سدان بزرگ/فست بک مجلل است که از سال ۲۰۰۴ تا کنون در سایت‌های مرسدس بنز در شهر زیندلفینگن آلمان و سانتیگو تیانگوستکو مکزیک تولید می‌شود. تا امروز سه نسل از این خودرو عرضه شده‌است.

## نسل اول (C219; 2004)

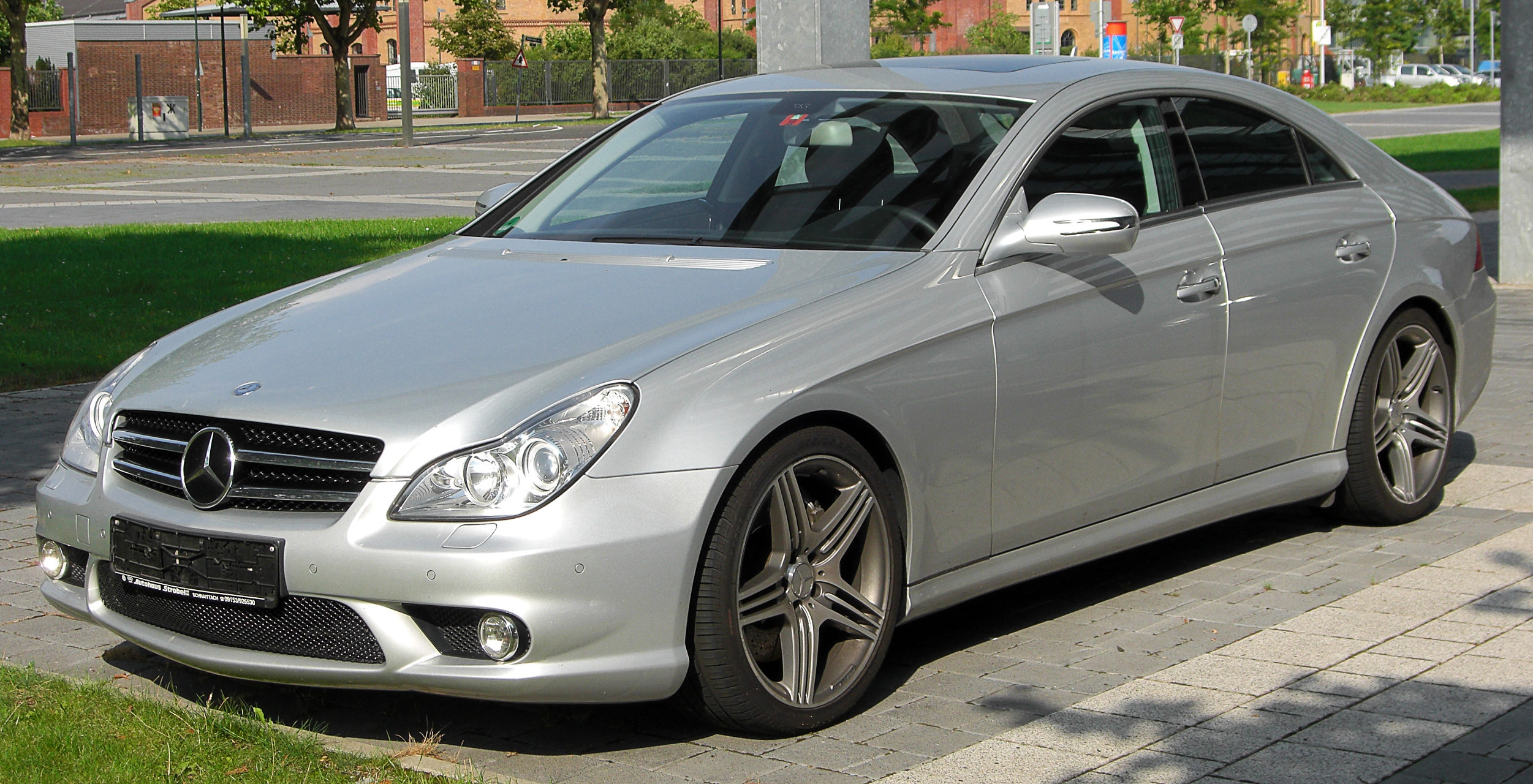
مرسدس-بنز کلاس-سی‌ال‌اس دبلیو۲۱۹

این خودرو از سال ۲۰۰۴ تا در آلمان و مکزیک تولید شده‌است. طراحی آن خودروهای موتور جلو-محور عقب بوده طول آن در حالت طبیعی ۴٬۹۱۰ میلیمتر (۱۹۳٫۳ اینچ) و عرض آن در حالت طبیعی ۱٬۸۷۳ میلیمتر (۷۳٫۷ اینچ) و ارتفاع آن در حالت طبیعی ۱٬۳۸۹ میلیمتر (۵۴٫۷ اینچ) است. سیستم جعبه‌دندهٔ آن ۷ دنده به صورت خودکار است.

## نسل دوم (C218; 2010)

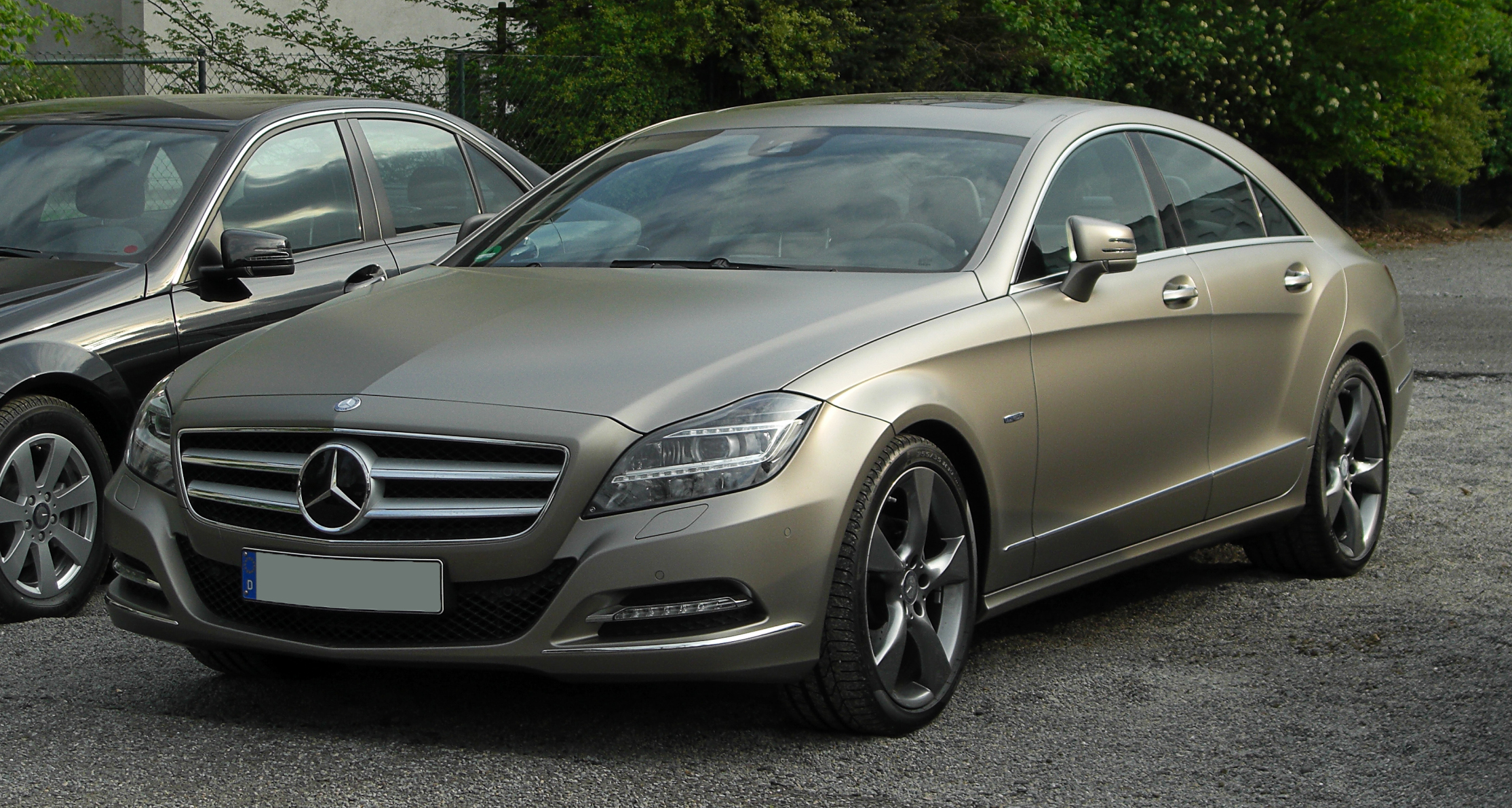
مرسدس-بنز کلاس-سی‌ال‌اس دبلیو۲۱۸

این نسل که حدفاصل سالهای ۲۰۱۰ تا ۲۰۱۸ تولید شده‌است در دو بدنه سدان و شوتینگ بریک عرضه می‌شد. مدل سدان این خودرو در ژانویه ۲۰۱۱ عرضه و سی‌ال‌اس شوتینگ بریک در ژوئن ۲۰۱۲ معرفی شد.

## نسل سوم (C257; 2018)

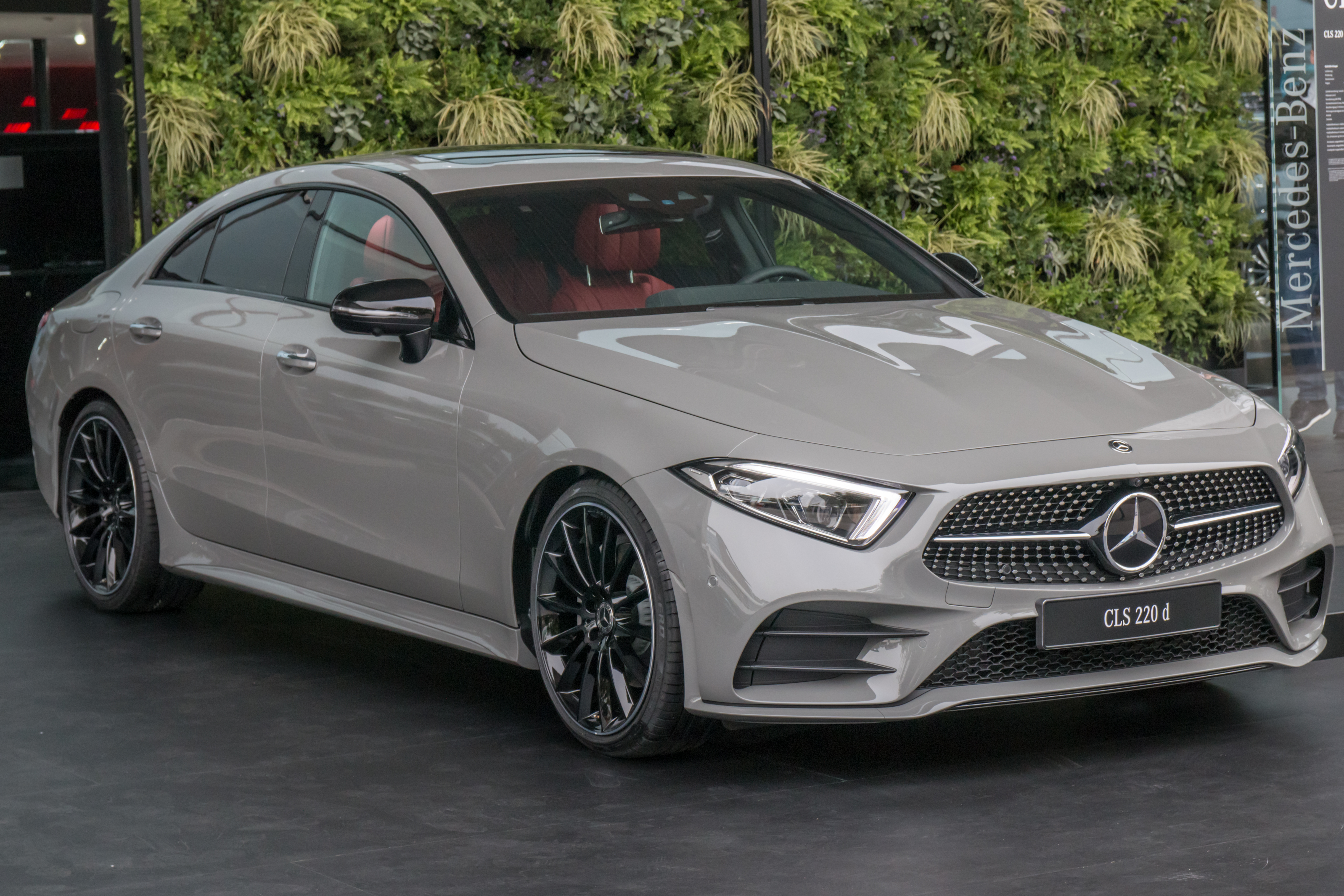
مرسدس-بنز کلاس-سی‌ال‌اس سی۲۵۷

در سال ۲۰۱۸ از آن رونمایی شد. این نسل فاقد نسخه شوتینگ بریک است.

## آمار فروش
در جدول زیر آمار فروش کلیه نسل‌های مرسدس-بنز کلاس-سی‌ال‌اس در اروپا و ایالات متحده آمده‌است:
| مدل سال ماه | ایالات متحده/اروپا | ۲۰۱۵  | ۲۰۱۶  | ۲۰۱۷ | ۲۰۱۸  | ۲۰۱۹  |
| ----------- | ------------------ | ----- | ----- | ---- | ----- | ----- |
| ژانویه      | اروپا              | ۷۷۰   | ۶۰۴   | ۵۳۲  | ۱۶۲   | ۱٬۰۶۴ |
| ژانویه      | ایالات متحده       | ۴۰۶   | ۲۸۷   | ۱۳۵  | ۵۷    | ۶۵    |
| فوریه       | اروپا              | ۸۴۸   | ۴۷۸   | ۴۲۳  | ۱۸۹   | ۹۳۳   |
| فوریه       | ایالات متحده       | ۳۴۳   | ۳۳۸   | ۱۳۱  | ۱۱۵   | ۷۰    |
| مارس        | اروپا              | ۱٬۶۲۲ | ۱٬۰۷۱ | ۹۴۸  | ۸۴۶   | –     |
| مارس        | ایالات متحده       | ۵۴۷   | ۴۰۰   | ۱۸۰  | ۶۲    | ۷۷    |
| آوریل       | اروپا              | ۱٬۱۷۸ | ۹۰۶   | ۳۷۴  | ۷۵۱   | –     |
| آوریل       | ایالات متحده       | ۵۳۹   | ۴۴۱   | ۲۰۵  | ۵۹    | –     |
| مه          | اروپا              | ۱٬۲۴۵ | ۶۸۵   | ۵۵۶  | ۷۴۴   | –     |
| مه          | ایالات متحده       | ۵۲۲   | ۵۴۵   | ۲۰۳  | ۷۲    | –     |
| ژوئن        | اروپا              | ۱٬۲۳۴ | ۸۲۳   | ۴۳۱  | ۱٬۰۳۵ | –     |
| ژوئن        | ایالات متحده       | ۴۴۴   | ۴۳۷   | ۱۸۷  | ۶۹    | –     |
| ژوئیه       | اروپا              | ۱٬۰۸۴ | ۵۴۸   | ۳۱۳  | ۸۷۴   | –     |
| ژوئیه       | ایالات متحده       | ۱٬۲۳۸ | ۵۳۲   | ۱۶۴  | ۴۴    | –     |
| اوت         | اروپا              | ۷۱۲   | ۳۴۲   | ۱۵۳  | ۷۶۲   | –     |
| اوت         | ایالات متحده       | ۲۷۸   | ۴۴۶   | ۱۱۸  | ۴۵    | –     |
| سپتامبر     | اروپا              | ۱٬۳۴۵ | ۶۹۵   | ۵۳۵  | ۷۷۴   | –     |
| سپتامبر     | ایالات متحده       | ۲۹۹   | ۱۷۵   | ۱۴۷  | ۱۲۲   | –     |
| اکتبر       | اروپا              | ۹۴۰   | ۴۴۸   | ۲۱۶  | ۱٬۱۶۰ | –     |
| اکتبر       | ایالات متحده       | ۵۰۱   | ۲۰۳   | ۱۸۹  | ۸۴    | –     |
| نوامبر      | اروپا              | ۸۶۲   | ۶۲۱   | ۳۲۳  | ۹۹۷   | –     |
| نوامبر      | ایالات متحده       | ۴۵۴   | ۱۷۷   | ۱۲۵  | ۱۰۴   | –     |
| دسامبر      | اروپا              | ۷۶۰   | ۵۸۲   | ۳۱۲  | ۸۱۹   | –     |
| دسامبر      | ایالات متحده       | ۵۸۱   | ۱۷۵   | ۱۰۱  | ۱۱۰   | –     |

| ایالات متحده/ اروپا سال | اروپا  | ایالات متحده |
| ----------------------- | ------ | ------------ |
| ۲۰۰۴                    | ۵٬۵۴۳  | –            |
| ۲۰۰۵                    | ۲۰٬۱۴۷ | ۱۴٬۸۳۵       |
| ۲۰۰۶                    | ۲۰٬۲۶۲ | ۱۰٬۷۶۳       |
| ۲۰۰۷                    | ۱۷٬۰۹۸ | ۷٬۹۰۶        |
| ۲۰۰۸                    | ۱۲٬۲۲۴ | ۵٬۷۷۵        |
| ۲۰۰۹                    | ۶٬۰۸۳  | ۲٬۵۲۷        |
| ۲۰۱۰                    | ۳٬۹۷۵  | ۲٬۱۳۵        |
| ۲۰۱۱                    | ۱۷٬۴۱۴ | ۵٬۶۶۵        |
| ۲۰۱۲                    | ۱۲٬۷۹۷ | ۸٬۰۶۵        |
| ۲۰۱۳                    | ۱۵٬۱۳۹ | ۸٬۰۳۲        |
| ۲۰۱۴                    | ۱۰٬۲۸۹ | ۶٬۹۸۱        |
| ۲۰۱۵                    | ۱۲٬۶۰۰ | ۶٬۱۵۲        |
| ۲۰۱۶                    | ۷٬۸۰۳  | ۴٬۱۵۶        |
| ۲۰۱۷                    | ۵٬۱۱۶  | ۱٬۸۳۹        |
| ۲۰۱۸                    | ۹٬۱۱۳  | ۹۴۳          |